# Strašek paví
Strašek paví (Odontodactylus scyllarus (Linnaeus, 1758)) je velký korýš z čeledi straškovitých obývající oblast Tichého a Indického oceánu od ostrova Guam až po východní pobřeží Afriky, kde vyhledává písčité či bahnité dno. Často je chován v akváriích.

## Popis
Jedná se o denního i nočního dravce dorůstajícího 3–18 cm, který požírá malé rybičky a ostatní korýše.
Vyskytuje se v hloubce 3–40 m, nejčastěji ale obývá oblasti o hloubce 10–30 m. Jeho tělo má tvar obráceného písmene U a má většinou zelenou až olivínovou barvu s leopardími skvrnami po těle. Zajímavé jsou oči tohoto korýše, které umožňují vnímání většího spektra barev než v případě člověka. Strašci jsou poměrně agresivní a velmi nebezpeční, dokážou usmrtit i podstatně větší živočichy a ranami svých klepet mohou ublížit i člověku (nebo třeba rozbít stěnu akvária).

## Akvaristika
Strašek paví se chová v akváriích pro svoji pestrou barevnost, atypický vzhled a aktivní chování. Nedoporučuje se chovat ve společenství dalších obyvatel akvária, jelikož se jedná o dravce, který většinu okolních ryb pozře. Často se tudíž chová samostatně ve vlastním akváriu, ve kterém vyžaduje vodu o teplotě mezi 22–28 °C se salinitou 33–36 PSU. Pro chov se doporučuje použít akvárium o objemu aspoň 100 litrů. Jelikož strašek může dorůst v průměru velikosti okolo 13 cm, nedoporučuje se chov ve skleněném akváriu, jelikož by ho mohl rozbít či prasknout. Jeho údery předními končetinami mohou dosáhnout síly až 1400 N. Z toho důvodu se používají plexisklová akvária.